# Crash Adams
Crash Adamsはオンタリオ州トロント出身のカナダ人ポップミュージックデュオ。ジュノー賞2024 最優秀新人グループ賞にノミネートされたことで有名。

## 由来
名前については、Let's Celebrate 2024 in Singaporeにて「Give me a kiss」のパフォーマンス中に、笑いや愛などで治療を行う医者を描いた映画のタイトルが由来であると説明された。映画の名前は言及されなかったものの、前述の映画の概要に基づくとCrash Adamsの名前の由来となった映画はパッチ・アダムス トゥルー・ストーリーであると考えられている。

## 来歴
メンバーはRafaele "Crash" MassarelliとVince "Adams" Sasso。Crash Adamsは2019年に音楽制作を始めたが、Massarelliの祖母の赤いソファーを繁華街の中心などのさまざまな予期せぬ場所に運ぶ動画をTikTokに上げ、この企画が人気を得るまで人々の注目を集めるのに苦労していた。なお、この企画で使用されていた赤いソファーは初のシングル「Astronauts」から2023年リリースのシングル「Sugar Mommy」までのすべてのジャケットで使用されていた。TikTokで動画が話題となり瞬く間にファン層が拡大していく中で、Warner Records/Warner Records Canadaと契約するまでCrash Adamsは2020年から2022年にかけて複数のシングルをリリースし、契約後の2023年2月に初のEPである「California Girl」をリリースした。

## SNSでの成功
2022年にCrash Adamsがサンタモニカ・ピアで「Caroline」のストリートパフォーマンスを行っている最中、ラッパーのJareeが曲の最後にフリースタイルラップで飛び入り参加した。このクリップがTikTokで4900万回再生され話題となり、Crash Adamsに一躍脚光が当たることとなった。数ヶ月後、Crash Adamsが同じくサンタモニカ・ピアで「Destination」のパフォーマンスをしている最中、前述のようにラッパーのKingvvibe5285がフリースタイルラップを披露し、このクリップがすぐにTikTokで人気を博した。これらフリースタイルラップの動画が話題になったことで、Crash Adamsは「街でラップできる人を探して一緒に歌ってみた」企画をシリーズ化し始めた。YouTubeで最も投票数の多い動画はオフィシャルリミックスとしてリリースされる。この企画にはソングライターのJVKEなどの有名人も出演している。

## ディスコグラフィ
|    | タイトル                                | 配信日         |
| -- | --------------------------------------- | -------------- |
| 1  | Astronauts                              | 2019年5月3日   |
| 2  | Make It Last                            | 2019年8月16日  |
| 3  | Ooh!                                    | 2020年1月17日  |
| 4  | Caroline                                | 2020年3月27日  |
| 5  | Too Hot to Touch                        | 2020年5月22日  |
| 6  | Delicate                                | 2020年10月23日 |
| 7  | Symphony                                | 2021年1月22日  |
| 8  | Delicate (Acoustic)                     | 2021年1月29日  |
| 9  | Monsters                                | 2021年5月7日   |
| 10 | Give Me a Kiss                          | 2022年7月22日  |
| 11 | Destination                             | 2022年12月2日  |
| 12 | Destination (Acoustic)                  | 2022年12月2日  |
| 13 | Destination Freestyle (feat.King Vvibe) | 2022年12月3日  |
| 14 | Give Me a Kiss (Acoustic)               | 2022年12月23日 |
| 15 | Caroline Freestyle (feat.Jaree)         | 2023年1月6日   |
| 16 | Give Me a Kiss (SHAUN Remix)            | 2023年4月21日  |
| 17 | Lucky                                   | 2023年6月2日   |
| 18 | Sugar Mommy                             | 2023年7月14日  |
| 19 | Good Side                               | 2024年1月12日  |
| 20 | Somewhere in Vegas                      | 2024年2月23日  |
| 21 | Hotel Party                             | 2024年6月28日  |

|   | タイトル                              | 配信日        |
| - | ------------------------------------- | ------------- |
| 1 | California Girl                       | 2023年2月17日 |
| 2 | Crashing Into Your Living Room, Vol.1 | 2024年3月22日 |